# Alex de Madureira

Alexander Muniz de Oliveira (Piracicaba, 17 de setembro de 1976), mais conhecido como Alex de Madureira, é um político brasileiro, atualmente é deputado estadual pelo Partido Liberal (PL).
Nas eleições de 2018, foi candidato a deputado pelo PSD e foi eleito com 118.294, sendo um dos mais votados no estado.